# Club Argentino del Sud
Club Argentino del Sud – argentyński klub piłkarski z siedzibą w mieście Villa Domínico należącym do zespołu miejskiego Buenos Aires.

## Osiągnięcia
- Mistrz drugiej ligi: 1922

## Historia
Klub Argentino del Sud założony został w 1907 roku. W 1922 roku uzyskał awans do pierwszej ligi mistrzostw organizowanych przez federację Asociación Amateurs de Football. W pierwszoligowym debiucie w 1923 roku klub zajął 11. miejsce.
W 1924 Argentino del Sud zajął 21. miejsce, w 1925 19. miejsce, a w 1926 – 25. miejsce. W 1927 doszło do połączenia konkurencyjnych federacji piłkarskich – Argentino del Sud zajął w nowej połączonej lidze 26. miejsce. W 1928 było 33. miejsce, a w 1929 12. miejsce w grupie A (czyli łącznie 23-24. miejsce). W 1930 Argentino del Sud zajął ostatnie 36. miejsce i spadł do drugiej ligi. Klub już nigdy nie wrócił do najwyższej ligi Argentyny i w latach 30. został rozwiązany.
W ciągu 8 sezonów spędzonych w pierwszej lidze Argentino del Sud rozegrał 212 meczów, z których 50 wygrał, 35 zremisował i 127 przegrał, uzyskując 133 punkty. Klub zdobył 182 bramki i stracił 385 bramek.